# 金星2號
金星2號是一艘蘇聯的金星探測器，於1966年2月27日距離金星24000公里飛掠但通訊系統早已損毀，沒有任何科學數據傳回地球。最終進入日心軌道。